# Olferding
Olferding est un écart de la commune française de Gros-Réderching, dans le département de la Moselle.

## Histoire
Du village disparu d'Alberting (alias Albertingen), devenu Olferding par évolution onomastique, situé dans la vallée du Wolferbach à 1 500 mètres à l'est du village, sur le chemin de Bettviller, il ne subsiste plus que les vestiges d'une chapelle du XVe siècle et une ferme, la Olferdinger Hof. Ancienne possession ducale, elle est donnée en fief en 1714 par le duc Léopold à Henri de Mallan, un chevalier irlandais devenu l'un de ses gardes du corps. C'est son fils, Jacques-Henry, lieutenant au régiment de Saxe, qui fera construire à partir de 1737 l'ensemble des bâtiments, les travaux étant confiés aux Gavenesch, maçons de Bining. 
Bien que les abords soient très défigurés par des adjonctions récentes, le logis, de plan massé, a conservé son allure d'origine, qui l'apparente davanatage à l'architecture bourgeoise qu'à l'architecture rurale. La façade principale est encadrée de deux pavillons, l'ensemble étant couvert de hauts toits de tuiles plates.

## Toponymie
- D'un nom de personne germanique Albert suivi du suffixe germanique -ing. Plus tard Albert a été transposé en Olfard ou Olfred.
- Anciennes mentions[1],[2] : Albertingen (1577) ; Olbertingen et Albertingen (1594) ; Alberding (1607) ; Albertingen (1618) ; Olbertingen (1681) ; Albertingen (1730, carte H. Sengre) ; Olferdingen (1736) ; Olbertingen (1750-51) ; Olberting (1751) ; Olberdingen (1755) ; Olbertingerthal (1756) ; Olberding ou Olberting (1779) ; Olferdingen (fin XVIIIe siècle) ; Opperding (1808) ; Olberdingenhoff (1820) ; Olberting et Olberding (1817 & 1844) ; Olberding (1869) ; Olferdingen (1871) ; ferme d'Olferding (1967) ; Olbertingen (carte de Cassini) ; Olberdingerhoff ou Oberdingerhoff (carte de l'état-major).
- Albertingen est également le nom d'un ancien écart d'Enchenberg.